# Sint-Petrus-en-Pauluskerk (Rosheim)

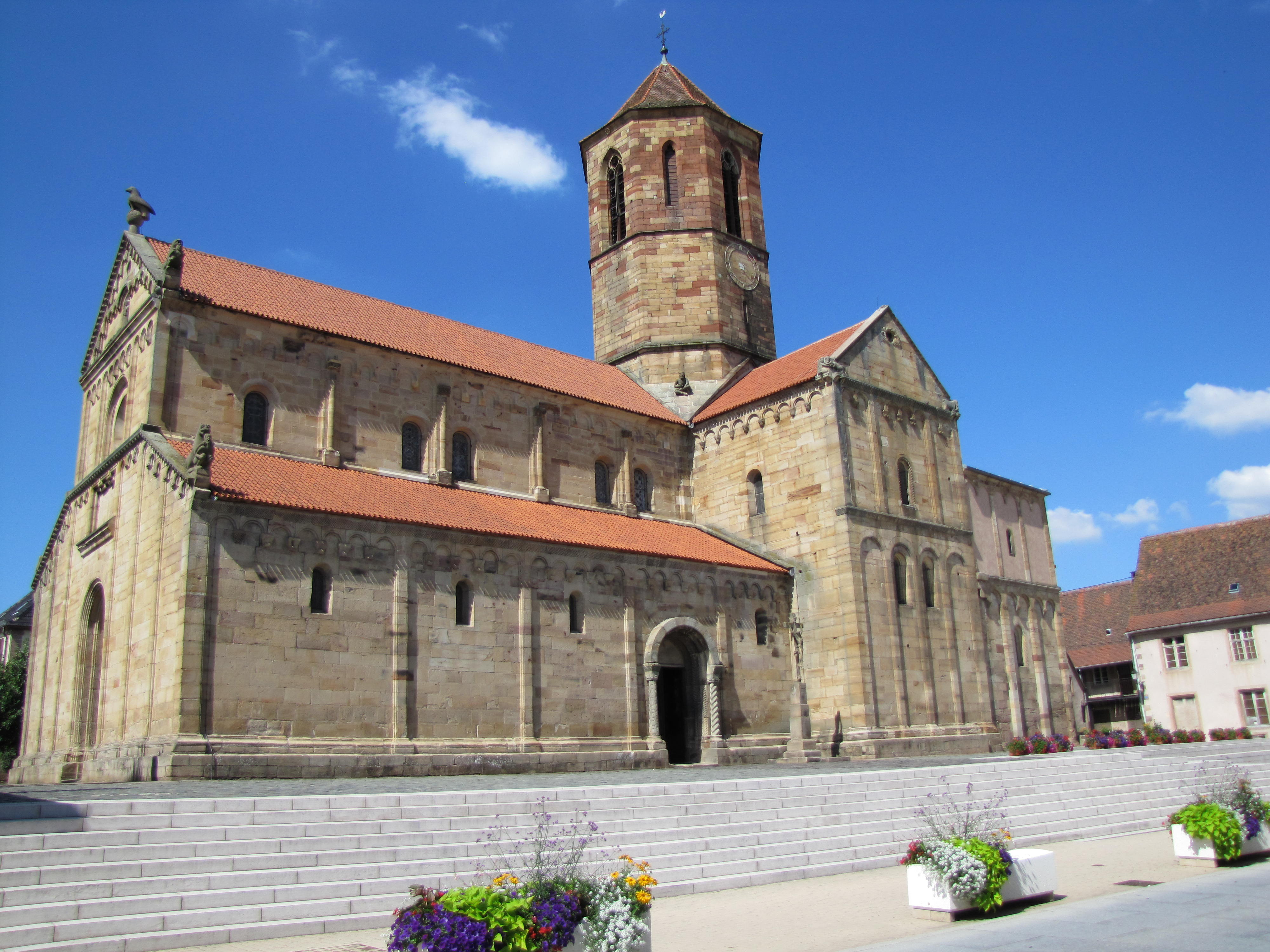
Kerk van Rosheim

De Sint-Petrus-en-Pauluskerk (Frans: Église Saints-Pierre-et-Paul) is een romaanse kerk in Rosheim in het Franse departement Bas-Rhin. Het is een van de belangrijkste voorbeelden van de Romanische Straße in de noordelijke Elzas.  De kerk is in Frankrijk erkend als monument historique
Bijzonder is het orgel dat in 1733 door Andreas Silbermann gebouwd werd. 